# Ebstorf
Ebstorf ist ein Klosterflecken inmitten der Lüneburger Heide im niedersächsischen Landkreis Uelzen. Der Klosterflecken Ebstorf gehört zur Samtgemeinde Bevensen-Ebstorf.

## Fleckengliederung
Der auf fruchtbarem Kleiboden liegende Klosterflecken Ebstorf besteht aus dem Kernort Ebstorf und dem bis zur Gebietsreform 1972 selbständigen Ort Altenebstorf sowie Tatendorf. Bis zum 31. Oktober 2011 war er Mitgliedsgemeinde und Sitz der Samtgemeinde Altes Amt Ebstorf, die zum 1. November 2011 in der Samtgemeinde Bevensen-Ebstorf aufging.

## Geschichte
Bei Ebstorf besiegte im Jahre 880 ein Heer von Wikingern ein sächsisches Heer unter dem sächsischen Grafen Brun. Das Heer der Sachsen erlitt eine furchtbare Niederlage.  Der Herzog fiel im Kampf; mit ihm Bischof Theoderich von Minden, Bischof Markward von Hildesheim, die elf Grafen Wigmann, Bardo, Bardo und Bardo, Thiotrich und Thiotrich, Gerrich, Liutolf, Folkward, Awan und Liuthar sowie die 14 namentlich bekannten Ministerialen Bodo, Aderam, Alfuin, Addasta, Aida, Aida, Dudo, Wal, Halilf, Humildium, Adalwin, Werinhard, Thiotrich und Hilward.
Seit dem 24. Juni 2010 führt der Flecken offiziell den Namen Klosterflecken Ebstorf.

### Eingemeindungen
Am 1. Juli 1972 wurde Altenebstorf in den Klosterflecken Ebstorf eingegliedert.

### Ortsname
Alte Bezeichnungen des Ortes sind 1084 Ebbekestorp, 1131 Ebbikesdorp, 1136 Ebbekesthorp, 1152 Ebbekesdorf, 1156 Ebbecstorp, 1195 Dingelstide, 1196 Ebekestorp, 1212 Ebbikestorp, 1225 Ebbekestorp und 1270 Ebekestorp.
Beide Namen enthalten niederdeutsch „t(h)orp“ für „Dorf, Siedlung“ und einen Personennamen „Eb(b)ek-“, eine Verkleinerung, Verkosung (Element „-ek-“) von einer Basis „Ab-“ (entstanden aus Verkleinerungen von Adal-, Athal-, Adel-).

## Kultur und Sehenswürdigkeiten

### Kloster Ebstorf

Kloster Ebstorf, Ansicht des Innenhofes

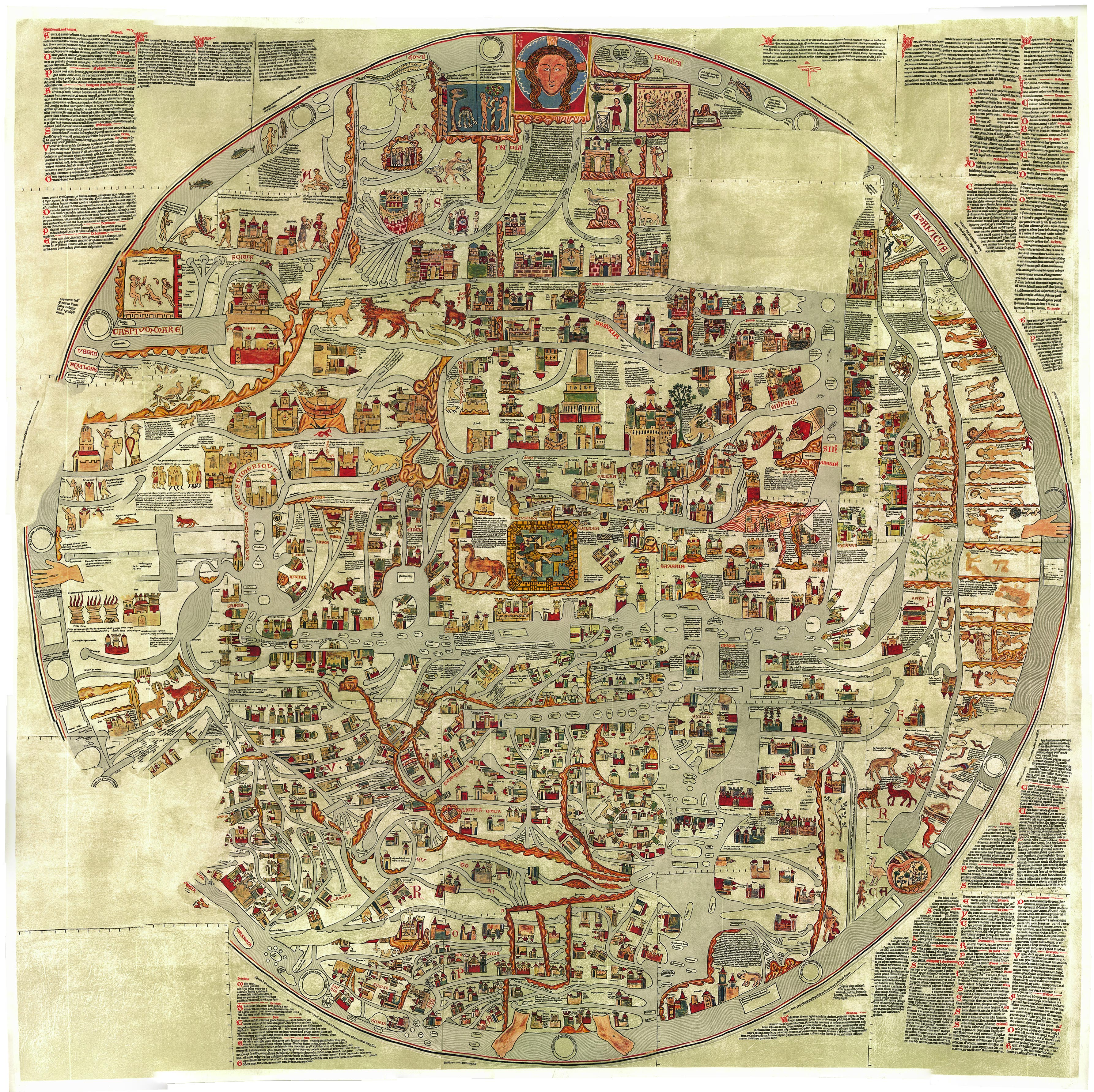
Ebstorfer Weltkarte

Vor 1150 gründeten Prämonstratenser ein Kanoniker-Doppelstift für Männer und Frauen, aber nach einem Brand verließen die Männer Ebstorf, um am Bau des Ratzeburger Doms mitzuwirken. Spätestens ab 1197 war Ebstorf ein benediktinisches Frauenkloster. 1565 hatte sich im Kloster Ebstorf endgültig die protestantische Reformation durchgesetzt. Noch heute wird das Kloster von evangelischen Konventualinnen im Rahmen einer selbständigen Körperschaft des öffentlichen Rechts innerhalb des 1818 gegründeten Verbundes der Klosterkammer Hannover bewohnt und bewahrt. Die heutigen Klostergebäude stammen überwiegend aus dem 14. und 15. Jahrhundert. Die Konventualinnen bieten Führungen durch das Kloster an, bei denen sie auch zahlreiche Ausstattungsstücke zeigen wie zum Beispiel Skulpturen, Glasmalereien, Textilien, Gemälde, Möbel und Altargerät vorwiegend aus dem Mittelalter. Das Kloster gehört zu den sechs Lüneburger Heideklöstern. Berühmteste Sehenswürdigkeit ist eine Nachbildung der 1943 verbrannten Ebstorfer Weltkarte.

### Ebstorfer Weltkarte
Die Karte war eine Rundkarte von 3,57 m Durchmesser auf 30 Pergamentblättern mit Jerusalem als Mittelpunkt. Es soll sich dabei um die Nachahmung einer römischen Weltkarte aus dem vierten Jahrhundert handeln. Es ist die größte Radkarte und Darstellung des Weltbildes aus dem Mittelalter. Sie ist nach ihrem Fundort, dem Benediktinerinnenkloster Ebstorf, benannt. Dort wurde sie 1830 in einer Abstellkammer gefunden; zwei Stellen der Karte waren durch Mäusefraß zerstört, darunter auch das Gebiet des heutigen Brandenburgs. Zudem wurde ein ca. 50 × 60 cm großes Kartenstück in der oberen rechten Hälfte im Gebiet des heutigen Indien kurz nach der Wiederentdeckung aus ungeklärten Gründen herausgeschnitten.

### Naturdenkmäler
⊙ „Königseiche“ mit einem im Jahr 2016 ermittelten Brusthöhenumfang von 8,50 m und einer Höhe von 34 m. Die als Naturdenkmal (ND UE 00037) ausgewiesene und in die Liste markanter und alter Baumexemplare in Deutschland eingetragene Stieleiche gilt als die höchste bekannte Eiche in Deutschland

## Politik

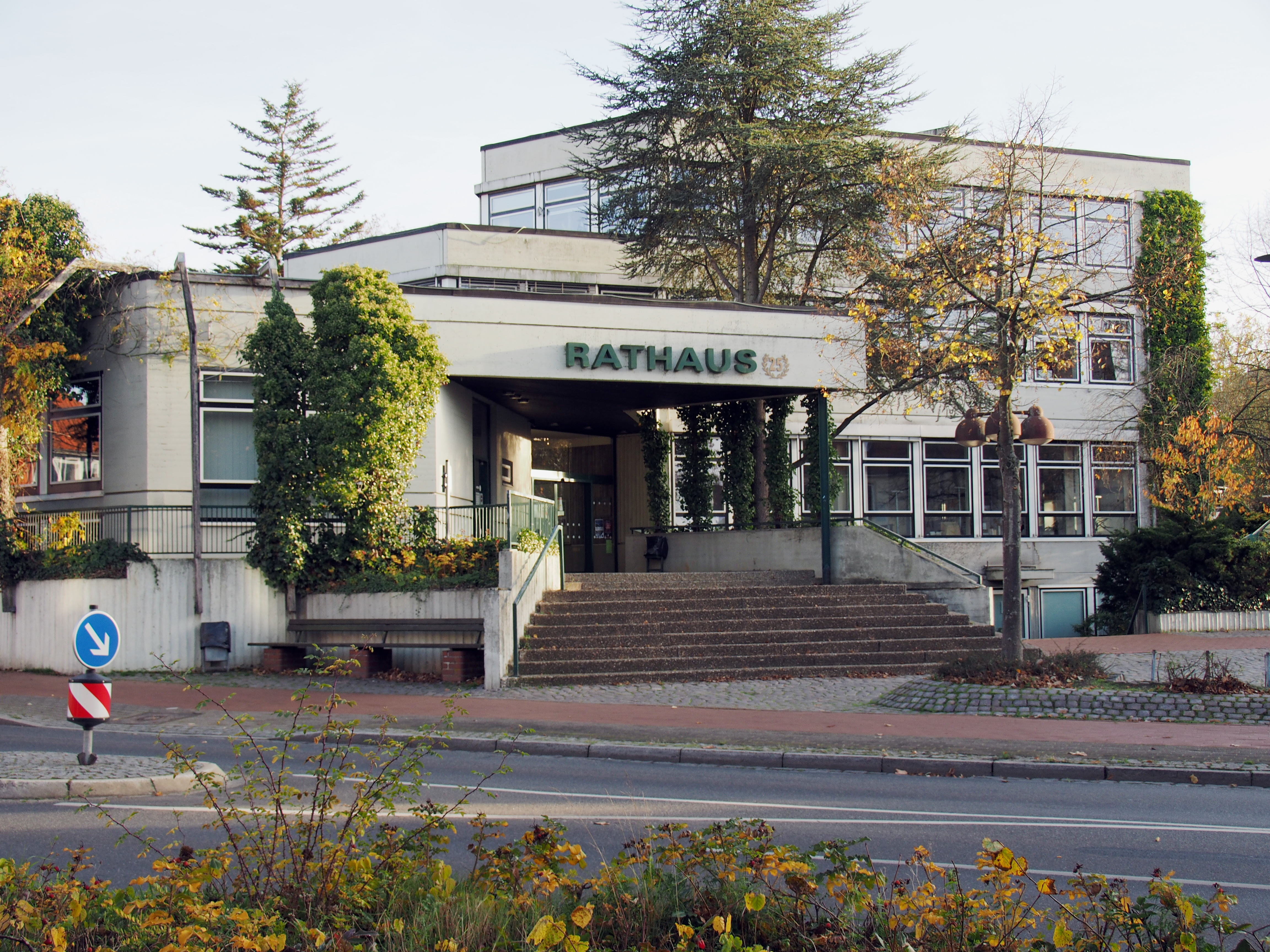
Das Rathaus in Ebstorf

### Rat
Der Rat des Klosterfleckens Ebstorf setzt sich aus 17 Ratsfrauen und Ratsherren zusammen.
| Wahljahr | UWG                                                     | CDU        | SPD        | Grüne     | FBE        | Gesamt   |
| 2021     | 6 (33,8 %)                                              | 5 (26,5 %) | 4 (22,8 %) | 1 (8,5 %) | 1 (8,3 %)  | 17 Sitze |
| 2016     | 4 (23,8 %)                                              | 5 (28,1 %) | 4 (24,1 %) | 2 (9,3 %) | 2 (14,7 %) | 17 Sitze |
| 2011     | 3 (18,0 %)                                              | 5 (30,0 %) | 4 (24,3 %) | 1 (7,1 %) | 4 (20,6 %) | 17 Sitze |
|          | ________________________ FBE: Freie Bürgerliste Ebstorf |            |            |           |            |          |

Letzte Kommunalwahl am 12. September 2021

### Bürgermeister/Verwaltung
Bürgermeister ist Heiko Senking (UWG). Er wurde im November 2016 zum Nachfolger von Uwe Beecken (FBE) gewählt.
Die Fleckenverwaltung befindet sich im Gebäude des alten Rathauses in der Hauptstraße 30. Hier unterhält die Samtgemeindeverwaltung auch ein Bürgerbüro.

## Wirtschaft und Infrastruktur

### Bildung
Ebstorf ist ein Standort der Georgsanstalt, Berufsbildende Schulen II des Landkreises Uelzen.

### Verkehr

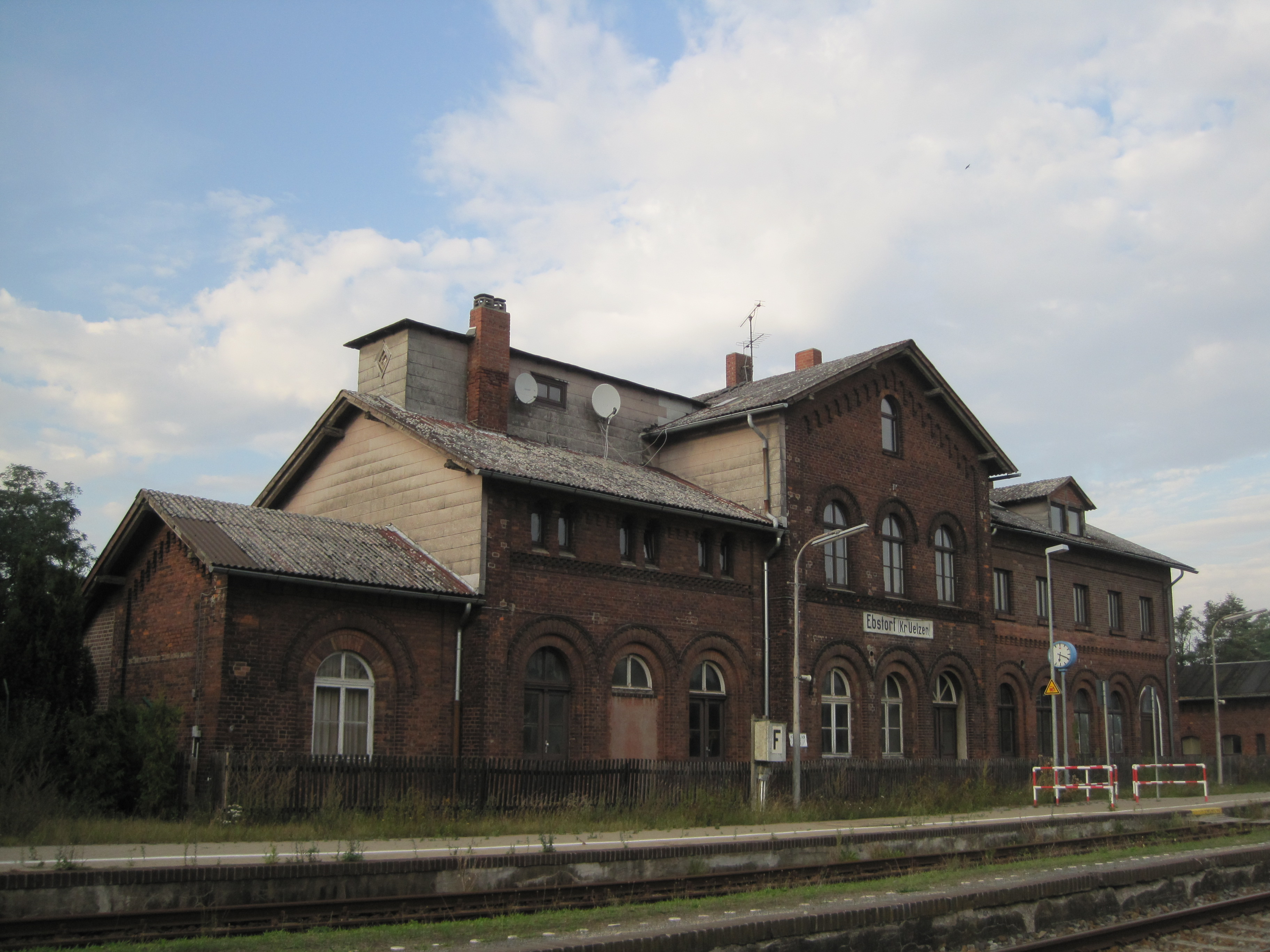
Bahnhof

Ebstorf hat einen Bahnhof an der Bahnstrecke Uelzen–Langwedel, der durch die Linie RB37 der Regionalverkehre Start Deutschland bedient wird. In dem am 15. April 1873 eröffneten Empfangsgebäude befindet sich ein Museum zur Amerikalinie.
Über die Landesstraßen L 250 bzw. L 233 ist Ebstorf an die Mittelzentren Uelzen und Lüneburg angebunden. Diese Strecke Melbeck–Uelzen dient vielen Autofahrern als Ausweichroute zur stark befahrenen Bundesstraße 4.

## Religion

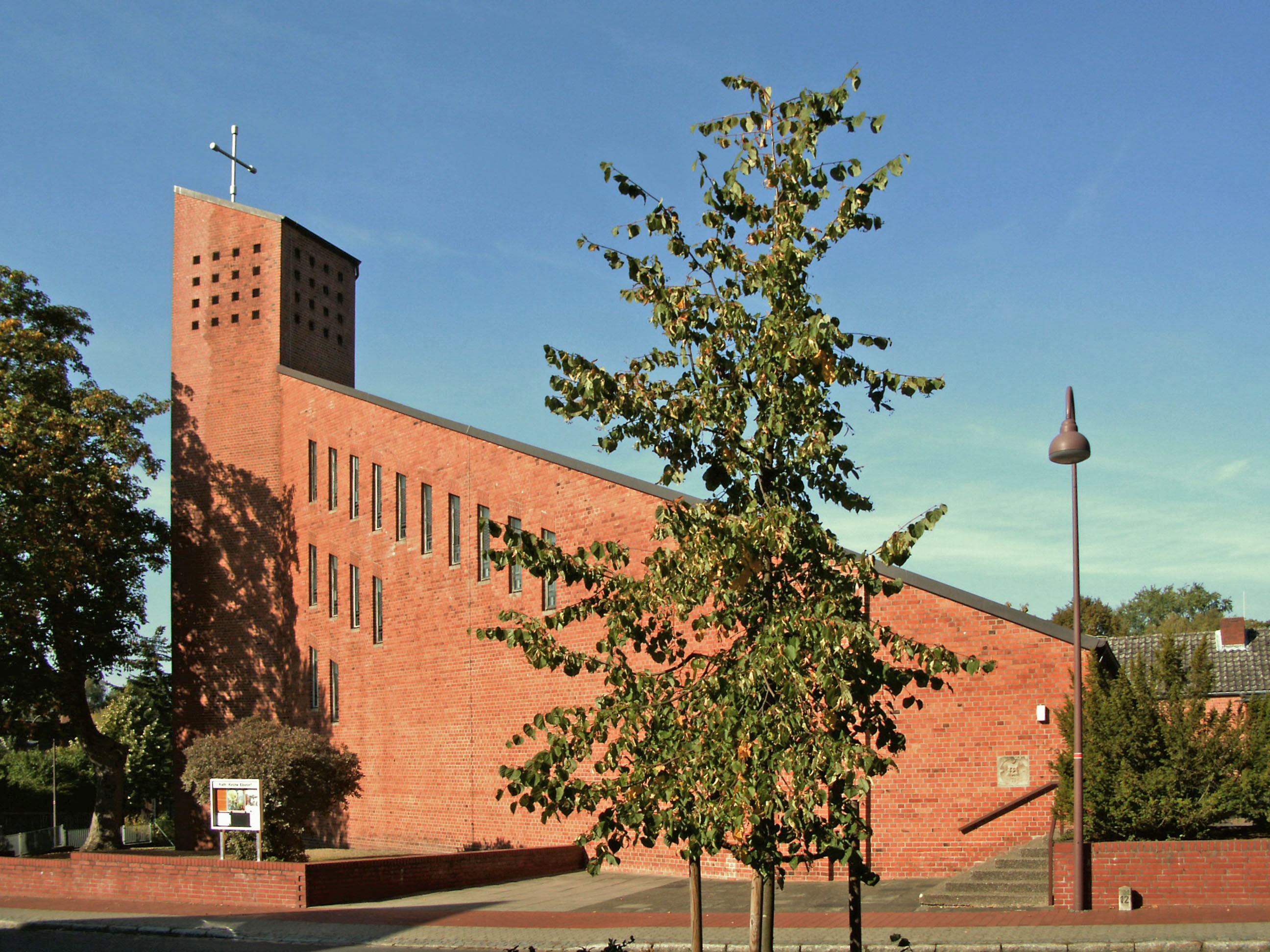
Katholische Kirche

In Ebstorf befindet sich die evangelisch-lutherische Mauritius-Kirchengemeinde, ihre Gottesdienste finden in der St.-Mauritius-Kirche des Klosters Ebstorf am Kirchplatz statt. Die Kirchengemeinde gehört zur Region West des Kirchenkreises Uelzen; zu ihr gehören neben Ebstorf noch die Ortschaften Altenebstorf, Haarstorf, Linden, Luttmissen, Melzingen, Oetzfelde, Stadorf, Tatendorf, Wessenstedt und Wittenwater.
Um 1918 wurde in einem an der Hauptstraße stehenden Wohnhaus eine römisch-katholische Kapelle eingerichtet. 1966 wurde das Gebäude abgerissen und 1967 an dessen Stelle die heute noch bestehende römisch-katholische Kirche Mariä Heimsuchung erbaut. Seit 2006 gehört sie zur Pfarrgemeinde Zum Göttlichen Erlöser in Uelzen.

## Persönlichkeiten
- Oda von Sachsen (ca. 875–ca. 953), sächsische Adlige, geboren in Ebstorf
- Johann Conrad Eggers (1741–1814), lutherischer Theologe und Generalsuperintendent in Harburg und Celle
- Otto Bussenius (1848–1924), Lehrer am Katharineum und Johanneum und dazwischen 27 Jahre Schulleiter des Progymnasiums in Lübeck
- Wichard von Bredow (1888–1951), Verwaltungsbeamter und Kommunalpolitiker, lebte ab 1945 in Ebstorf
- George Turner (* 1935), Präsident der Universität Hohenheim, Präsident der Westdeutschen Rektorenkonferenz, Senator für Wissenschaft und Forschung in Berlin, lebte als Schüler von 1945 bis 1955 in Ebstorf